# Il primo amore (film)
Il primo amore (Puppy Love) è un film del 1933 diretto da Wilfred Jackson. È un cortometraggio animato della serie Mickey Mouse, prodotto dalla Walt Disney Productions e uscito negli Stati Uniti il 2 settembre 1933, distribuito dalla United Artists.

## Trama
Topolino e Pluto fanno visita alle loro rispettive fidanzate, Minni e Fifi. Mentre Topolino e Minni sono impegnati a suonare il pianoforte (cantando il brano del titolo), Pluto ruba la scatola di cioccolatini che Topolino ha portato per Minni e la dà a Fifi. Egli sostituisce quindi i cioccolatini con un osso e restituisce la scatola. Entrambi i rapporti si fanno freddi quando Minni trova l'osso, ma quando poi scopre i cioccolatini mezzi mangiati si riunisce con Topolino, finendo per baciarlo.

## Distribuzione

### Edizione italiana
Esistono due edizioni italiane del corto. Nel DVD Walt Disney Treasures: Topolino in bianco e nero è stata inclusa l'edizione originale, senza doppiaggio italiano. Quella inclusa in VHS e nel DVD Disney Cuori & Amori è invece colorata al computer, doppiata in italiano e presenta dei nuovi titoli di testa e di coda.

## Edizioni home video

### VHS
- Topolino & Minni innamorati (febbraio 1998)
- Topolino – 70 anni di avventure (dicembre 1998)
- Topolino & C. – Avventure tutte da ridere (gennaio 2002)

### DVD
- Disney Cuori & Amori (10 febbraio 2004)
- Walt Disney Treasures: Topolino in bianco e nero (16 aprile 2009)